# Uchu Jacu
Uchu Jacu (o también Uchujacu; Quichua para ‘harina picante’) es una harina tradicional de seis granos o más del Cantón Cayambe al norte de la provincia ecuatoriana de Pichincha. Después de que la receta fue olvidada por años, la harina hoy ya es producida nuevamente en los molinos de la organización indígena de comunidades UNOPAC ubicada en la parroquia de Ayora. Aún no es muy conocida, la harina es bastante popular entre los miembros de las comunidades indígenas del área, principalmente en ocasiones especiales.

## Producción
La producción del Uchu Jacu es un proceso minucioso; cebada, trigo, maíz, arveja, lenteja y haba sirven como ingredientes. Para asegurar un alto nivel de limpieza, los granos son seleccionados mano a mano y luego tostados. Después son mezclados con condimentos (ajo, achiote y comino) y molidos. Finalmente, la harina es sernida otra vez y empacada.

## Uso
De acuerdo con la tradición, Uchu Jacu solamente es usado para hacer una sopa muy nutritiva; la receta tradicional sugiere adicionar: papas, cebolla, mote, huevos, queso fresco y cuy, pero puede ser variada al gusto. En presentación y consistencia, el Uchu Jacu se asemeja a una sopa de papas, pero tiene un sabor muy distinto. 